# Josep Ruaix i Vinyet
|  | Josep Ruaix redirigeix aquí. Per al fotògraf brasiler, vegeu Josep Ruaix Duran. |

Josep Ruaix i Vinyet (Moià, Moianès, 4 d'agost de 1940) és un sacerdot, gramàtic i escriptor català.

## Biografia
Josep Ruaix va ser alumne de l'Escola Pia de Moià. El 1954 va començar la carrera eclesiàstica —que aleshores incloïa Magisteri— al Seminari de Vic, estudis que va acabar el 1965. Al mateix seminari, l'any 1959 encetà la seva activitat com a ensenyant de català i s'elaborà ell mateix el material didàctic. El 1966 fou ordenat prevere. El 1969 es llicencià en humanitats al Pontifici Institut Superior de Llatinitat (Roma), entre 1971 i 1973 va ampliar els estudis teològics a la Facultat de Teologia de Catalunya, i el 1979 es llicencià en filologia clàssica a la Universitat de Barcelona.
Fou capellà a Roma de 1966 a 1971, i aquest darrer any tornà al bisbat de Vic, on ha exercit diversos càrrecs parroquials.
Ha estat professor de català en nombrosos centres i, gràcies a la seva experiència, ha elaborat nombrosos manuals per a l'aprenentatge i aprofundiment de la llengua (des d'El català en fitxes fins als Nous estudis de llengua), la majoria amb exercicis molt pràctics i adaptats als diferents nivells; també ha confegit diccionaris. Fou membre de la Junta Permanent de Català de 1984 a 1988, i entre 1996 i 1998 formà part del consell consultiu per a l'elaboració de la nova gramàtica normativa de l'Institut d’Estudis Catalans. Ha publicat una notable quantitat d'articles de caràcter lingüístic en diversos llocs, especialment dins la revista Llengua Nacional des de l'any 1996 fins avui. Ha fet incomptables correccions de llibres, revistes i altres textos; cal destacar la seva revisió de gran part de la Gramàtica de la llengua catalana del 2016, segons consta en la “Introducció”. Ha pronunciat conferències i participat en taules rodones, etc. Per aquest motiu es pot dir que ha fet considerables aportacions a la normativa lingüística.
Ha escrit poesia (és autor de la lletra dels Cants per a la litúrgia, musicats per Valentí Miserachs i publicats el 1998 i de la Poesia completa (1957-2023)), treballs d'història local i articles periodístics en distints mitjans, com Oriflama, Full Diocesà i la revista moianesa La Tosca. Ha dut a terme gran nombre de traduccions de diverses llengües. Ha tingut cura de l'edició d'obres d'altres autors. Va compondre el llibret de l'oratori Diàleg patriarcal, amb música del mestre Valentí Miserachs, interpretat a Catalunya el 2018 i a Roma el 2019. Ha publicat en versió reduïda i en dues parts les seves memòries dins el setmanari Catalunya Cristiana (1920-1921). I ha començat a recollir la seva prosa amb el volum Entorn de llibres (pròlegs, ressenyes i presentacions) el 2025.
En 1989 va rebre el premi Ramon Fuster del Col·legi de Doctors i Llicenciats de Catalunya. El 1990 l'Ajuntament de Moià li concedí la medalla d'argent del municipi. En 1998 obtingué el premi Bages de Cultura. L'any 2000 li atorgaren la Creu de Sant Jordi, i el 2001, el premi d'Actuació Cívica. L'Associació Cultural Modilianum, amb motiu de complir 65 anys, li dedicà una miscel·lània, que conté la seva bio-bibliografia fins aquell moment. El 2008, el Consell Comarcal de la Noguera li lliurà el premi Comte Jaume d'Urgell. El 2010, la JNC del Bages li feu a mans el premi Compromís. El 2018, el bisbe de Vic li concedí la medalla Bisbe Oliba i el nomenà canonge honorari de la catedral vigatana. I el 2024 la Secció Filològica de l'Institut d'Estudis Catalans li lliurà el primer diploma de col·laborador distingit.
Actualment és rector de les parròquies de Sant Vicenç de Calders i de Sant Pere de Viladecavalls de Calders, totes dues al terme de Calders i pertanyents a la comarca del Moianès.

## Obres
El títol més conegut dels llibres de Ruaix és Català fàcil; se n'han fet 16 edicions. S'han venut més de 2 200 000 exemplars del conjunt de la seva obra.
- El català en fitxes (1968-1986)
- Català fàcil (1983-2012)
- El català (1984-1994)
- Punts conflictius de català. Deu estudis sobre normativa lingüística (1989)
- La conjugació dels verbs (1990)
- Observacions crítiques i pràctiques sobre el català d'avui (1994-1995)
- Diccionari auxiliar (1996)
- Català progressiu (1997-2012)
- Català complet (1998-2012)
- Cants per a la litúrgia (1998) amb Valentí Miserachs Grau
- Nou diccionari auxiliar (2011)
- Diccionari de barbarismes (2011)
- Estudis de llengua (2016)
- Nous estudis de llengua (2023)[8]
- Poesia completa (1957-2023) (2024)
- Entorn de llibres (pròlegs, ressenyes, presentacions) (2025)

## Premis i reconeixements
- Premi Ramon Fuster, del Col·legi de Doctors i Llicenciats de Catalunya (1989).
- Medalla d'argent de la vila de Moià (1990).
- Premi Bages de Cultura (1998).
- Creu de Sant Jordi (2000).
- Premi d'Actuació Cívica Jaume I (2001).
- "Miscel·lània en honor de Josep Ruaix", revista Modilianum, núm. 33 (2005).
- Premi Comte Jaume d'Urgell, del Consell Comarcal de la Noguera (2008).
- Premi Compromís, de la JNC del Bages (2010).
- La galàxia Ruaix (2017), miscel·lània a cura de David Paloma i Mònica Montserrat.
- II Premi Especial del Jurat dels guardons Martí Gasull i Roig, per la seva contribució a l'ensenyament del català durant el franquisme (2018).[9][10]
- Medalla Bisbe Oliba (2018)[11]
- Canonge honorari de la catedral de Vic (2018)[12]
- Diploma de col·laborador distingit de la Secció Filològica de l'Institut d'Estudis Catalans (2024).